# Episodi di Dominion (prima stagione)
La prima stagione della serie televisiva Dominion, composta da 8 episodi, è stata trasmessa negli Stati Uniti dal 19 giugno 2014 sulla rete via cavo Syfy.
In Italia è andata in onda dal 10 giugno all'8 luglio 2015 su Rai 4.
| n° | Titolo originale            | Titolo italiano             | Prima TV USA   | Prima TV Italia |
| -- | --------------------------- | --------------------------- | -------------- | --------------- |
| 1  | Pilot                       | Pilot                       | 19 giugno 2014 | 10 giugno 2015  |
| 2  | Godspeed                    | Goodspeed                   | 26 giugno 2014 | 17 giugno 2015  |
| 3  | Broken Places               | Broken Places               | 3 luglio 2014  | 17 giugno 2015  |
| 4  | The Flood                   | The Flood                   | 10 luglio 2014 | 24 giugno 2015  |
| 5  | Something Borrowed          | Something Borrowed          | 17 luglio 2014 | 24 giugno 2015  |
| 6  | Black Eyes Blue             | Black Eyes Blue             | 24 luglio 2014 | 1º luglio 2015  |
| 7  | Ouroburos                   | Ouroburos                   | 31 luglio 2014 | 1º luglio 2015  |
| 8  | Beware Those Closest to You | Beware Those Closest to You | 7 agosto 2014  | 8 luglio 2015   |

## Pilot
- Titolo originale: Pilot
- Diretto da: Scott Stewart
- Scritto da: Vaun Wilmott

### Trama
All'esterno della città fortificata di Vega, Alex cerca gli “8-balls”, umani posseduti dagli angeli, e guidati dall'Arcangelo Gabriel. Alex ne trova tre in un casinò abbandonato, ma non riesce a ucciderli ed è costretto a rientrare in città. Qui viene rimproverato e punito dall'Arcangelo Michael a capo dell'Armata dell'Arcangelo di cui Alex fa parte. Alex va a trovare la sua amata, Claire, figlia del capo della città, e cerca di convincerla a fuggire con lui. Ma lei vuole invece ottenere dal padre il permesso per stare con Alex. Nel frattempo Michael riceve la visita di Jeep, il padre di Alex, un guerriero scomparso da 10 anni, durante i quali ha cercato di tradurre i tatuaggi presenti nel suo corpo. Gabriel invia alcuni suoi angeli a Vega per distruggere i generatori che proteggono la città, mentre un altro “8-ball” uccide Jeep. Alla sua morte i tatuaggi passano dal suo corpo a quello di Alex, e Michael rivela al giovane che è lui il “Prescelto” da tutti atteso, colui che farà finire la guerra, e i tatuaggi servono per indicargli la via da seguire. Quella sera Alex vede alcuni dei tatuaggi cambiare fino a permettergli di leggere una frase “non fidarti di quelli a te vicini.”

## Godspeed
- Titolo originale: Godspeed
- Diretto da: Rick Jacobson
- Scritto da: Vaun Wilmott

### Trama
Alex affronta la perdita del padre e l'idea di essere il “Prescelto” ed è sempre più convinto nell'idea di abbandonare la città con Claire, ma lei preferisce restare per difendere gli abitanti di Vega.
Michael incontra Gabriel per discutere il motivo dell'attacco, e rivela ancora una volta la rabbia di alcuni angeli per la decisione del Padre di dare la Terra agli uomini.
Durante una discussione con Michael, Alex gli rivela di essere riuscito a leggere uno dei tatuaggi e chiede all'Arcangelo di lasciarlo in pace.
Il padre di Claire ha una discussione con il suo medico da cui risultano le cattive condizioni del suo cuore, motivo per cui vuole il matrimonio fra Claire e William, il figlio di David, altro capo della città
Felicia, la cameriera di Claire, dopo aver visto i tatuaggi di Alex, si rivela come angelo e cerca di ucciderlo, riuscendo invece a ferire Claire a la piccola Bixby, protetta di Alex.
Alex riesce a darle fuoco e lei fugge, tornando da Gabriel e confermando l'identità del “Prescelto”
Alex decide quindi che il modo migliore di proteggere coloro che ama è lasciare la città. Nel frattempo Edward esce fuori dalle mura della città per incontrare un angelo posseduto con il quale ha una relazione. 

## Broken Places
- Titolo originale: Broken Places
- Diretto da: Rick Jacobson
- Scritto da: Dario Scardapane e Damien Ober

### Trama
William incontra Gabriel per avere istruzioni su come procedere per aiutarlo nella guerra.
Arika incontra David per parlare delle loro necessità, David vuole una forza aerea e lei vuole la tecnologia nucleare per rinforzare Helena.
Intanto nel deserto Alex trova una famiglia attaccata da un angelo. 
Claire discute con il padre del sistema creato a Vega, che sta creando un ordine sociale pericoloso e viene così a scoprire della sua malattia.
David, dopo uno scontro verbale con Michael di fronte al consiglio della città, mette alle strette Becca perché studi Michael, ricordandole che, andare a letto con un angelo farà di lei una paria.
Michael scopre la fuga di Alex e lo raggiunge, ma Alex gli rivela di non voler tornare indietro, alla fine si accordano per una fermata, dopo, Alex potrà andare dove vorrà.
La fermata è alla vecchia casa di Alex, dove ha vissuto con il padre. Qui il giovane viene a sapere che fu Michael al tempo ad ordinare a Jeep di abbandonare il figlio. 
Poco dopo i due vengono attaccati da alcuni angeli e Furiad riesce a conficcare una spada nel corpo di Michael, quindi orgoglioso torna da Gabriel per riferire di aver messo fine alla vita dell'Arcangelo. Ma ottiene solo una minaccia, infatti Gabriel ha ancora la speranza di convincere Michael a unirsi a lui nella lotta

## The Flood
- Titolo originale: The Flood
- Diretto da: Alex Holmes
- Scritto da: Brusta Brown e John Mitchell Todd

### Trama
Dopo aver riportato Michael a Vega, Alex viene gettato in isolamento in prigione. Mentre Michael e Becca stanno dormendo, una donna sguscia nella loro stanza e si rivela come Uriel, la sorella di Michael e Gabriel.
Alex tenta di convincere Claire che per lui è meglio restare in prigione, ma la giovane lo libera lo stesso.
David e il Generale Riesen vengono invitati al centro agricolo di Vega dal senatore Frost, il quale minaccia di ucciderli, distruggendo inoltre le riserve di acqua della città, se non gli faranno incontrare il Prescelto.
Nel frattempo, mancando i due uomini, Becca nomina Claire “Signora della Città”.
Uriel informa Michael che si unirà a lui nella battaglia se insegnerà ad Alex come leggere i tatuaggi 
Alex viene informato della richiesta di Frost e decide di presentarsi. Quando l'uomo chiede una prova Alex gli risponde “lei morì per te”. Frost quindi si arrende, ma Riesen lo uccide per non far rivelare l'identità di Alex.
David si reca all'ospedale per vedere Bixby e la uccide con la morfina.

## Something Borrowed
- Titolo originale: Something Borrowed
- Diretto da: Alex Holmes
- Scritto da: Rebecca Kirsch

### Trama
Nel deserto Michael addestra Alex nel combattimento contro gli angeli e per accrescere la sua rabbia gli ricorda la morte di Bixby. 
Claire conferma ad Alex la sua intenzione di sposare William per il bene della città.
Clementine entra segretamente in città per comprare un carillon, ma uccide il venditore quando lui si accorge che lei è una “8-ball”. Alex decide di trovare il killer, ritenendo che si trovi ancora all'interno della città.
William viene affrontato da uno dei suoi accoliti che gli rinfaccia il suo doppiogioco consegnandogli una benda simbolo dei seguaci di Gabriel.
Quella sera, prima della cena di fidanzamento, William nasconde la benda nel cassetto della scrivania del padre, dove Claire, alla ricerca di qualcosa per fermare David che vuole deporre suo padre la trova.
Convinta che il traditore sia David, Claire lo affronta minacciando di smascherarlo se non interromperà la campagna contro il padre.
Nel frattempo Becca, per non dover sottostare al ricatto di David, avvicina Michael e gli annuncia la fine della loro storia.
Il generale Risien va a trovare Micheal e gli chiede di annullare l'ordine per la ricerca dell'“8-ball” e di occuparsene da solo.

## Black Eyes Blue
- Titolo originale: Black Eyes Blue
- Diretto da: Larry Shaw
- Scritto da: Todd Harthan

### Trama
Alex chiama Michael nei sotterranei di un vecchio casinò dove gli rivela di aver catturato Clementine. Di fronte alla volontà di Michael di portare a termine l'eliminazione della creatura, Alex propone invece di effettuare un esorcismo in quanto ha scoperto che la creatura ha ancora i ricordi della donna posseduta. David rivela a William il ritrovamento del fazzoletto in casa loro. Michael va a trovare Uriel per scambiare un piccolo dipinto di Vermeer con un libro chiamato l'Apocrypha, che dovrebbe contenere le formule per gli esorcismi, ma Uriel rifiuta l'offerta, in cambio del libro chiede invece di vedere i tatuaggi del Prescelto. Una volta avuto in mano il libro però Alex scopre che non può leggerlo in quanto i caratteri sono a malapena visibili, Michael lo esorta a provarci lo stesso, il giovane quindi si concentra e i tatuaggi sul suo corpo iniziano a cambiare, riversandosi sulla pagina per comporre la preghiera alla base dell'esorcismo. Alex, prima di procedere con l'esorcismo, porta Claire da Clementine e le dice che la madre è ancora viva dentro quel corpo. Dopo un potente incantesimo preso dal libro, l'“8-ball” lascia il corpo della donna, che però si rivela troppo debole per continuare a vivere. In preda alla furia Claire affronta il padre riguardo alla madre. William, dopo aver trovato morti i suoi accoliti, rivela al padre di essere lui il loro leader, quindi lo rapisce portandolo al santuario, dove, di fronte agli accoliti rimasti tiene una cerimonia durante la quale tortura David, rompendogli le costole.

## Ouroboros
- Titolo originale: Ouroburos
- Diretto da: Larry Shaw
- Scritto da: Bryan Q. Miller

### Trama
Michael e Alex tentano altri esorcismi, in modo che il giovane possa padroneggiarli, ma i risultati non sono dei migliori. Nel frattempo Claire informa William di aver deciso di anticipare il loro matrimonio, in modo da sollevare suo padre dal peso del governo della città. Gabriel invece opera una possessione su Louis, un angelo superiore che vive anonimamente a Vega. Attraverso lui cerca di convertire un infermiere dell'ospedale, che però si oppone. Il mattino dopo vengono trovati i cadaveri di tre angeli superiori, quindi Michael affronta Alex, per verificare se il giovane sia coinvolto nella cosa. Di fronte alla sua sorpresa, lo manda da Louis per fare in modo di avvertire gli altri angeli nascosti. La città ora sa di loro, se tenteranno di fuggire verranno uccisi. Alex svolge l'incarico, ma si ritrova di fronte Gabriel che fornisce al giovane una diversa storia sul passato di Michael. Sempre più turbato Alex svela a Noma i suoi dubbi sull'Arcangelo. David intanto tenta di fuggire dalla sua stanza, solo per essere bloccato da una guardia che lo porta nel recinto del leone, dove William lo sfida, uccidersi oppure uccidere il suo amato leone. Calata la sera, Gabriel convoca Alex nella stanza di Michael, all'improvviso appare Noma, anche lei convocata da Gabriel, dalle loro parole Alex comincia ad avere alcuni dubbi, fino a quando Gabriel non spinge la ragazza fuori dalla finestra, costringendola a rivelarsi come angelo. All'arrivo di Michael, Alex lo affronta chiedendo spiegazione, l'arcangelo conferma di aver messo Noma a proteggerlo, visto che lui non poteva farlo. Quindi Michael chiede spiegazioni a quello che lui pensa essere Louis, ma dalle sue parole scopre che invece si tratta di Gabriel. Mentre stanno parlando Alex attua l'esorcismo, e scaccia Gabriel fra la sorpresa dei presenti. La mattina dopo i due scoprono che tutti gli angeli nascosti a Vega hanno tentato la fuga, venendo uccisi dalla contraerea. Infine un flashback nel deserto di Babilonia mostra Michael uccidere gli umani fino a quando Gabriel e Uriel non si presentano per fermarlo.

## Beware Those Closest to You
- Titolo originale: Beware Those Closest to You
- Diretto da: Allan Kroeker
- Scritto da: Todd Slavkin, Darren Swimmer e Vaun Wilmott

### Trama
Alex davanti al Senato della città smaschera Michael rivelando che sapeva della presenza degli angeli superiori in città e che ne ha inserito uno all'interno dell'armata. La confessione segna l'esilio per l'Arcangelo che affronta Alex al mercato. Claire e William si sposano mentre Alex uscito da solo in ricognizione con l'auto, viene raggiunto da Michael. Il tradimento di Alex serviva per far arrivare a Gabriel la notizia della rottura dei rapporti fra i due. Alex e Michael si fermano nel deserto dove il giovane attenderà l'arrivo di Gabriel, qui Michael confessa al Prescelto il suo passato come uccisore di esseri umani per conto del Padre. Gabriel arriva all'incontro, “possedendo” il corpo di Noma, inviata come messaggero. Quindi per avere la conferma della nuova fedeltà del Prescelto, Gabriel gli chiede di colpire il corpo del giovane angelo, cosa che Alex fa. Gabriel decide di presentarsi a Vega per parlare con il Prescelto, e si consegna per farsi imprigionare. Dopo varie discussioni fra i capi della città Claire decide di posporre la sua esecuzione per interrogarlo, ma da Gabriel ottiene solo la conferma di essere incinta. Quindi la nuova Signora della Città vieta ad Alex e Michael, rientrati a Vega, di parlare con l'angelo prigioniero. Ma sia Alex che Michael le disobbediscono. Alex entra nella gabbia di Gabriel con l'intenzione di ucciderlo, ma viene fermato dall'annuncio della sua prossima paternità. Tocca quindi a Michael affrontare il fratello, e assieme ricordano il tempo felice relativo alla loro creazione. Gabriel però ha un asso nella manica, fa sorgere dei dubbi a Michael sugli umani e gli confida di riuscire ancora a vedere attraverso gli occhi di Louis, che in questo momento sta soffrendo, e offre delle indicazioni per trovare il luogo dov'è tenuto prigioniero. Alex affronta Claire in merito alla gravidanza, e decide di farla proteggere dall'Armata, a questo scopo chiama anche Michael, ma dalle risposte evasive dell'Arcangelo decide invece di raggiungerlo. Michael ha scoperto l'antro di Becca dove lei ha sezionato gli angeli uccisi e Louis che è stato sottoposto a torture, in preda all'ira, uccide la donna e altri soldati dell'armata, giunti a fermarlo. Alex lo affronta in combattimento e riesce a ferirlo. Michael finalmente riprende il controllo, e sconvolto da quello che ha fatto si allontana in volo. Arriva Gabriel, liberato dalla gabbia dai suoi accoliti, e minaccia Alex: se non si schiererà con lui darà fuoco alla città uccidendo tutti. Nel frattempo Claire ha collegato le parole di Gabriel al comportamento di William, e capito che quest'ultimo è un accolito, lo fa quindi arrestare. David però interviene dichiarandosi disposto a occuparsi del destino del figlio, e infatti lo abbandona nel deserto fuori Vega con un sacco di viveri e una pistola. Claire riceve la lettera che Alex ha scritto al figlio che nascerà mentre si vede il giovane scalare la montagna per entrare nell'antro di Gabriel.